# Xavier Pintat
Xavier Pintat est un homme politique français, membre du groupe UMP, né le 15 mars 1954 à Bordeaux-Caudéran (Gironde). Il est le fils de Jean-François Pintat (1923-1990), homme politique.

## Biographie
Xavier Pintat est diplômé de l'Institut privé d'études supérieures de commerce de Paris (ISC) en 1978. Il est ingénieur au Centre d'études scientifiques et techniques d'Aquitaine (CESTA) établissement à vocation militaire du Commissariat à l'énergie atomique (CEA) où il est spécialisé en informatique scientifique.
Xavier Pintat est élu sénateur de la Gironde le 27 septembre 1998, réélu en septembre 2008 et en septembre 2014.
Le 1er octobre 2017, il fait partie des treize derniers sénateurs (sur un total de 41) à démissionner pour privilégier leur mandats locaux, en application de la loi du 14 février 2014 sur le non-cumul des mandats en France,. Nathalie Delattre, qui le suivait sur la liste en 2014, le remplace. 
Il est membre bénévole du conseil de surveillance d'Enedis en qualité de représentant des autorités organisatrices du réseau public de distribution d'électricité en mai 2021 pour une durée de 5 ans

## Autres mandats
- Maire de Soulac-sur-Mer (depuis 1990, à la mort de son père)
- Président de la Communauté de communes de la Pointe du Médoc (2001-2016) puis de Communauté de communes Médoc-Atlantique (2017, réélu en 2020[5]).
- Président du SDEEG, Syndicat départemental d’énergies et d'environnement de la Gironde[6], depuis octobre 1990[7]
- Président de la FNCCR, Fédération nationale des collectivités concédantes et régies, depuis mai 2004[8].

## Anciens mandats
- Sénateur de la Gironde de 1998 à 2017.
- Député de la Gironde de 1993 à 1997.
- Conseiller régional d'Aquitaine de 1992 à 1993.
- Conseiller général de la Gironde de 1988 à 2001 (Vice-Président de 1992 à 1993).
- Conseiller municipal d'Issy-les-Moulineaux de 1983 à 1989.